# Kiko Zambianchi
Kiko Zambianchi (Nacido Francisco José Zambianchi en Ribeirão Preto) es un compositor brasileño y cantante, conocido especialmente por la música popular brasileña.

## Discografía
Álbumes de estudio
- Choque (1985)
- Quadro Vivo (1986)
- Kiko Zambianchi (1987)
- Era das Flores (1989)
- KZ (1997)
- Disco Novo (2002)
- Acústico (2013)